# Marek Niemiałtowski

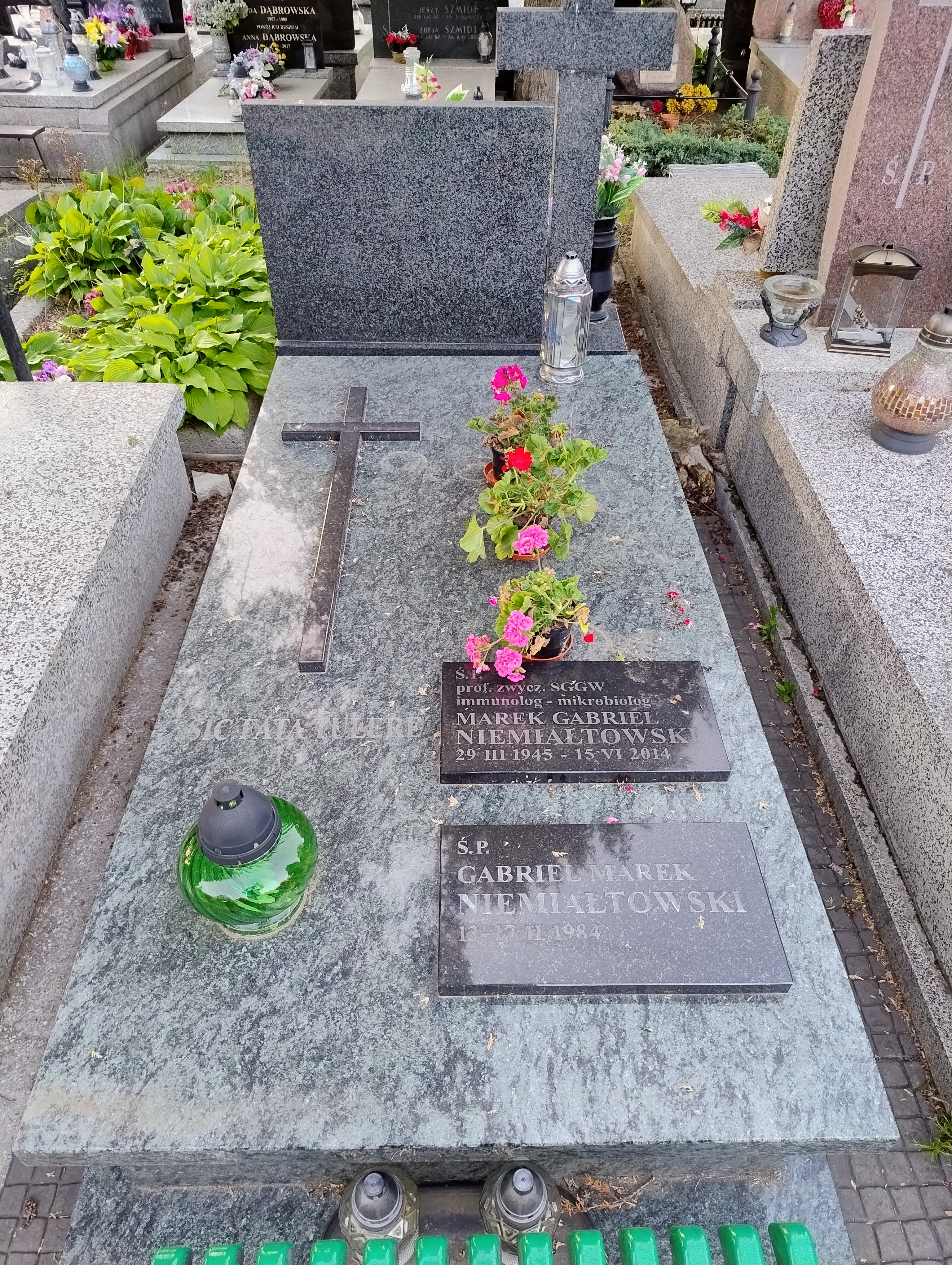
Grób Marka Niemiałtowskiego

Marek Gabriel Niemiałtowski (ur. 29 marca 1945 w Zielonej, zm. 15 czerwca 2014 w Warszawie) – polski specjalista w zakresie immunologii i mikrobiologii, prof. dr hab. nauk weterynaryjnych, przewodniczący Komitetu Mikrobiologii Polskiej Akademii Nauk (PAN).

## Życiorys
Syn Gabriela i Zofii. Po ukończeniu w 1966 Liceum im. Jana Zamoyskiego w Warszawie studiował na Wydziale Biologii i Nauk o Ziemi Uniwersytetu Warszawskiego. W 1972 uzyskał tytuł magistra i rozpoczął pracę w Zespole Mikrobiologii Instytutu Chorób Zakaźnych i Inwazyjnych Wydziału Weterynaryjnego Szkoły Głównej Gospodarstwa Wiejskiego – Akademii Rolniczej. W 1981 obronił napisana pod kierunkiem Konrada Malickiego pracę doktorską pt. Charakterystyka dzikich szczepów, temperaturowych linii oraz klonów wirusa choroby pęcherzykowej świń (SVD) na podstawie morfologii łysinek i patogenności dla osesków myszy i uzyskał stopień naukowy doktora nauk przyrodniczych w Wojskowym Instytucie Higieny i Epidemiologii w Warszawie. 30 kwietnia 1988 na podstawie pracy Wpływ wirusowego zakażenia na receptory Fc i receptory immunologiczne nieswoiste granulocytów obojętnochłonnych krwi – badania modelowe in vitro otrzymał na Wydziale Weterynaryjnym SGGW-AR stopień doktora habilitowanego nauk weterynaryjnych, rok później został docentem w Katedrze Mikrobiologii Wydziału Weterynaryjnego SGGW-AR w Warszawie. W 1999 uzyskał tytuł profesora nauk weterynaryjnych, a w 2002 powołano go na stanowisko profesora zwyczajnego SGGW w Warszawie.
Zmarł 15 czerwca 2014 i został pochowany na cmentarzu w Marysinie Wawerskim.

## Dorobek naukowy
Był twórcą i wieloletnim kierownikiem Katedry Nauk Przedklinicznych Wydziału Medycyny Weterynaryjnej Szkoły Głównej Gospodarstwa Wiejskiego (SGGW) w Warszawie oraz w latach 1996–2002 prodziekanem WMW SGGW. W kadencji 2003–2007 i 2007–2010 piastował obowiązki przewodniczącego Komitetu Mikrobiologii PAN.

## Wybrane odznaczenia[4]
- Złoty Krzyż Zasługi
- Medal Komisji Edukacji Narodowej
- Złota Odznaka Honorowa „Za Zasługi dla SGGW”